# Mesogona segoviensis
Mesogona segoviensis là một loài bướm đêm trong họ Noctuidae.